# ماوريسيو رودريغيز
ماوريسيو رودريغيز (بالإسبانية: Mauricio Rodríguez)‏ هو ملحن مكسيكي، ولد في 1976 في المكسيك.